# Pane carasau
Le pane carasau est un pain typique sarde, originaire de la Barbagia, en Italie, connu aussi sous le nom de carta musica (« papier à musique ») pour son croquant particulier, qui le rend bruyant à mâcher
.

## Étymologie
Le terme sarde dérive de la méthode de préparation qui comporte une phase de carasatura, c'est-à-dire une cuisson pour le rendre « croquant ».

## Histoire
On retrouve des traces de pain carasau dans les nuraghi, mais le carasau est devenu indissociable du monde des bergers sardes. En effet, ce pain permettait aux bergers en transhumance d'avoir à disposition un aliment de base qui n'ait pas de problème de conservation. Il était, une fois cuit, coupé en forme de triangle, et c'est d'ailleurs la forme de la besace utilisée par les bergers pour le transporter.

## Préparation

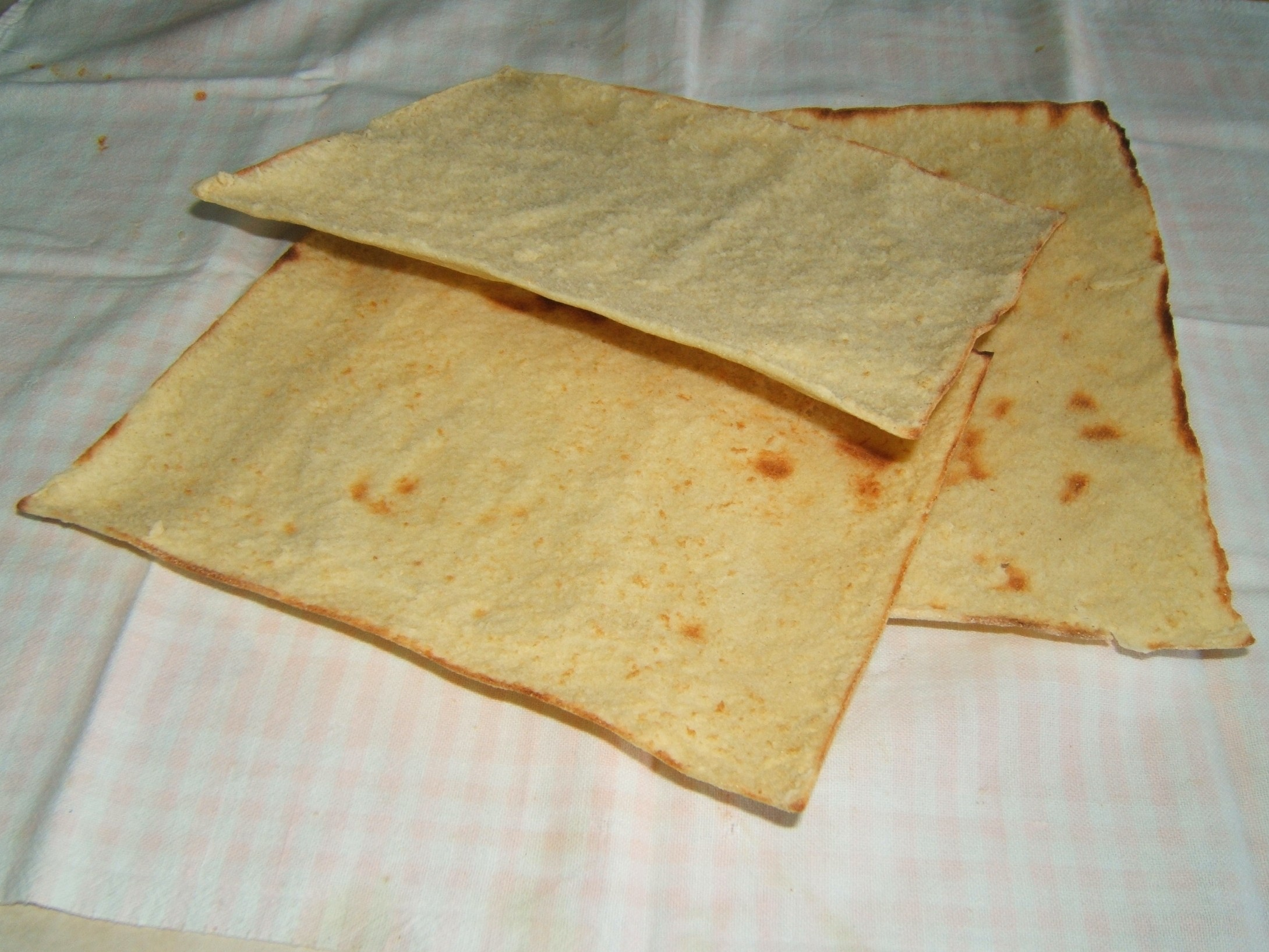
Pistoccu.

Les ingrédients de base sont la semoule fine ou la farine de blé et la levure (de bière le plus souvent). Historiquement, on distingue deux types de pâtes, une à base de farine de blé, particulièrement diffusée auprès des classes aisées, et l'autre à base de farine d'orge complète, présente surtout sur les tables des classes moyennes.
La préparation du carasau était un véritable rite qui demandait la participation de trois femmes au moins, amies ou parentes, qui recevaient en échange de l'huile et de la ricotta. La pâte est travaillée et étirée en disques superposés séparés par un tissu en lin ou en laine.  Dans le temps, il était cuit dans un four à bois avec du bois de chêne, et on commençait la cuisson à l'aube. Quand le disque de pâte commençait à gonfler, on le retournait et on y appuyait délicatement une pelle en bois pour homogénéifier la forme. Une fois défourné, le disque était dédoublé en deux feuilles avec un couteau. C'est à ce moment que devait avoir lieu la seconde cuisson nécessaire au processus de carasatura.

## Consommation
Le carasau est utilisé comme du pain frais ; on le trempe parfois légèrement sous l'eau pour le ramollir. Du fait de sa préparation spécifique, c'est un pain à longue conservation (la date de péremption est généralement d'un an après préparation). Dans le commerce, il se trouve également en une version huilée et salée (pane guttiau). Une préparation typique à base de carasau est le pain frattau, on le passe quelques instants dans de l'eau bouillante salée et on le dispose sur un plat en alternant des couches de sauce tomate aux légumes et de pain ainsi mouillé. Ce plat est servi en primo piatto en alternative aux pâtes et souvent surmonté d'un œuf poché et de pecorino sardo râpé. Il existe un autre pain plat typique sarde appelé le pistoccu, cependant plus épais et grossier que le carasau.